# Toi et Moi (film)
Toi et Moi è un film del 2006 diretto da Julie Lopes-Curval, con protagoniste Marion Cotillard e Julie Depardieu.

## Trama
Due sorelle, Lena e Ariane, vivono a Parigi con i rispettivi fidanzati: la prima è una violoncellista pacata, che con François discute sulla possibilità di avere un figlio, nonostante tra essi vi sia un rapporto privo di passione; Ariane è un'autrice di fotoromanzi per la rivista Toi et Moi ed è legata sentimentalmente da lungo tempo a Farid, il quale tuttavia non sembra intenzionato a dare una svolta alla loro relazione. La situazione di entrambe cambierà quando nella storia entreranno rispettivamente il talentuoso musicista Mark e il muratore spagnolo Pablo.